# Astiphromma albitarse
Astiphromma albitarse là một loài tò vò trong họ Ichneumonidae.